# Cameron Kennedy
Cameron Kennedy (Hamilton, 16 de octubre de 1993) es un actor canadiense conocido por su papel de Zach en Toronto Stories y de Rory Keaner en My Babysitter's a Vampire.

## Carrera
Cameron Kennedy comenzó su carrera como Zach en la película coral Toronto Stories (2008). En 2010, protagonizó la película para televisión My Babysitter's a Vampire como Rory, un estudiante de secundaria que alegremente se tira en y fuera de los acontecimientos sobrenaturales que parecen plaga su ciudad. Cameron Kennedy volvió a interpretar este papel cuando My Babysitter's a Vampire se convirtió en una serie de televisión en 2011. El prefiere las tradiciones de un humano y las de un vampiro en Mi niñera es una vampira.
Ese mismo año, Kennedy coprotagonizó junto a Toni Collette y Michael Sheen la película Jesus Henry Christ como Jimmy Herman. La película, que fue producida por Julia Roberts y su hermana Lisa Roberts Gillian, debutó en el Festival de Cine Tribeca en la primavera de 2011. Fue escrito y dirigido por Corea -cineasta estadounidense Dennis Lee y fue filmado en Toronto y Hamilton, Ontario.
Además de su película y papeles de televisión, Kennedy ha aparecido en varias producciones teatrales, tales como El sueño de una noche de verano como fondo y El mago de Oz como el Espantapájaros ha apoyó su voz para series animadas como Super Why ! (principal) y Beyblade Metal Fusion (Takashi).

## Vida personal
Kennedy se desempeñó como secretario de consejo de estudiantes durante tres años en el St. James Catholic High School en Guelph, Ontario. Tiene un sitio web en el que se pueden encontrar enlaces a sus cuentas de Facebook, Twitter y YouTube.

## Filmografía

### Televisión
| Año       | Título                    | Personaje   | Notas                                      |
| --------- | ------------------------- | ----------- | ------------------------------------------ |
| 2008      | The Latest Buzz           | Braydon     | Episodio: "The Break Up Issue"             |
| 2009-2010 | Beyblade: Metal Fusion    | Takashi     | Voz, Versión en inglés                     |
| 2011-2013 | My Babysitter's a Vampire | Rory Keaner | Papel principal                            |
| 2014      | Life with Boys            | DJ          | Episodio: "Being Superderficial with Boys" |

### Cine
| Año  | Título                    | Papel        | Notas                                          |
| ---- | ------------------------- | ------------ | ---------------------------------------------- |
| 2008 | Toronto Stories           | Zach         | Película de teatro, Papel de menor importancia |
| 2010 | My Babysitter's a Vampire | Rory         | Televisión película, Papel principal           |
| 2011 | Jesus Henry Christ        | Jimmy Herman | Cortometraje                                   |
| 2012 | Where Do We Go from Here  | Dennis       | Cortometraje                                   |
| 2014 | The Present               | Little Fella | Cortometraje                                   |

### Teatro
| Título                          | Papel             |
| ------------------------------- | ----------------- |
| Twas                            | Rupie / Limeshine |
| El mago de Oz                   | Espantapájaros    |
| El sueño de una noche de verano | Nick fondo        |